# 풍물놀이

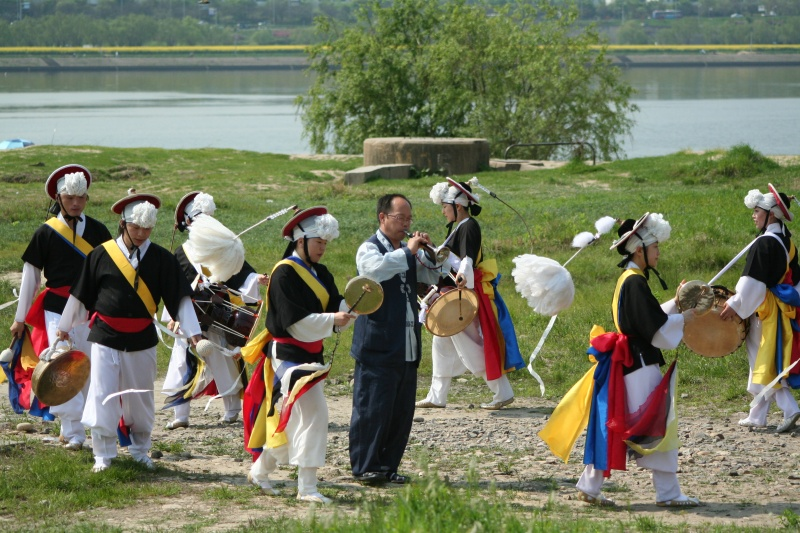
풍물놀이

풍물놀이, 풍물굿, 또는 간단히 풍물(風物)이란, 꽹과리, 장구, 북, 징의 네 가지 악기(사물)와 나발, 태평소, 소고(버꾸라고도 함) 등의 악기를 기본 구성으로 하여 악기 연주와 몸동작 그리고 행렬을 지어 다채로운 집단적 움직임을 보여주는 진풀이 등을 모두 가리키는 말이다. 대표적인 풍물놀이로는 숙달된 풍물패가 세시놀이가 집중되는 정초에 넓은 마당에서 펼지는 대중적 공연인 판굿을 꼽을 수 있다. 대중적 공연으로 펼치는 판굿 등은 풍물놀이라는 명칭도 어울리지만, 일반적으로 '풍물을 치는 행위'를 하는 용어로는 '풍물굿'이 더 적합하다고 할 것이다.
전통적으로 한국 농촌의 보편적인 놀이였던 풍물굿은 전국적으로 분포하고 있으나 특히 중부지방 이남에 많이 분포한다. 풍물굿은 모내기나 논매기 등의 농사일의 능률을 올리기 위한 농악으로 사용되었을 뿐 아니라, 정초의 지신밟기를 비롯한 세시의례와 단오·백중·추석 등의 명절에 세시놀이 음악으로도 많이 사용되었으며, 경기도당굿이나 동해안별신굿 같은 무속에서 춤이나 노래의 반주음악으로도 사용되었다.

## 유래
풍물놀이는 상고(上古)시대에 전쟁시의 진군악(進軍樂)으로서 그 이전에 수렵과정에서 쓰였을 타음(打音)의 기구 조작으로 사기를 고무하였던 것이라는 속전(俗傳)도 있으나 대개 농작에 따른 노고를 덜고 생산작업의 능률을 올린다는 목적에서 출발, 여흥적 오락으로 발전되었을 것으로 추측된다.
풍물놀이 혹은 풍물굿의 유래를 말하는 데 농사 안택 축원설, 군악설, 불교 관계설 등 세 가지 학설이 있다. 현존하는 풍물놀이의 당굿, 샘굿, 집돌이로서의 지신밟기 등이 신을 즐겁게 해주는 오신(娛神)과 잡귀를 쫓아내는 축귀(逐鬼) 등을 포함하여 나타나고 있고, 진(陣)풀이와 군기인 영기(令旗), 군인이 쓰는 모자인 군립(戰笠)과 같은 것들이 군악(軍樂)의 요소로 보인다. 그리고 사물이나 고깔, 삼색띠나 무동들의 나비춤 같은 것들이 불교적 요소로 인정되기 때문에 그런 학설들이 나왔을 것이다.

## 명칭

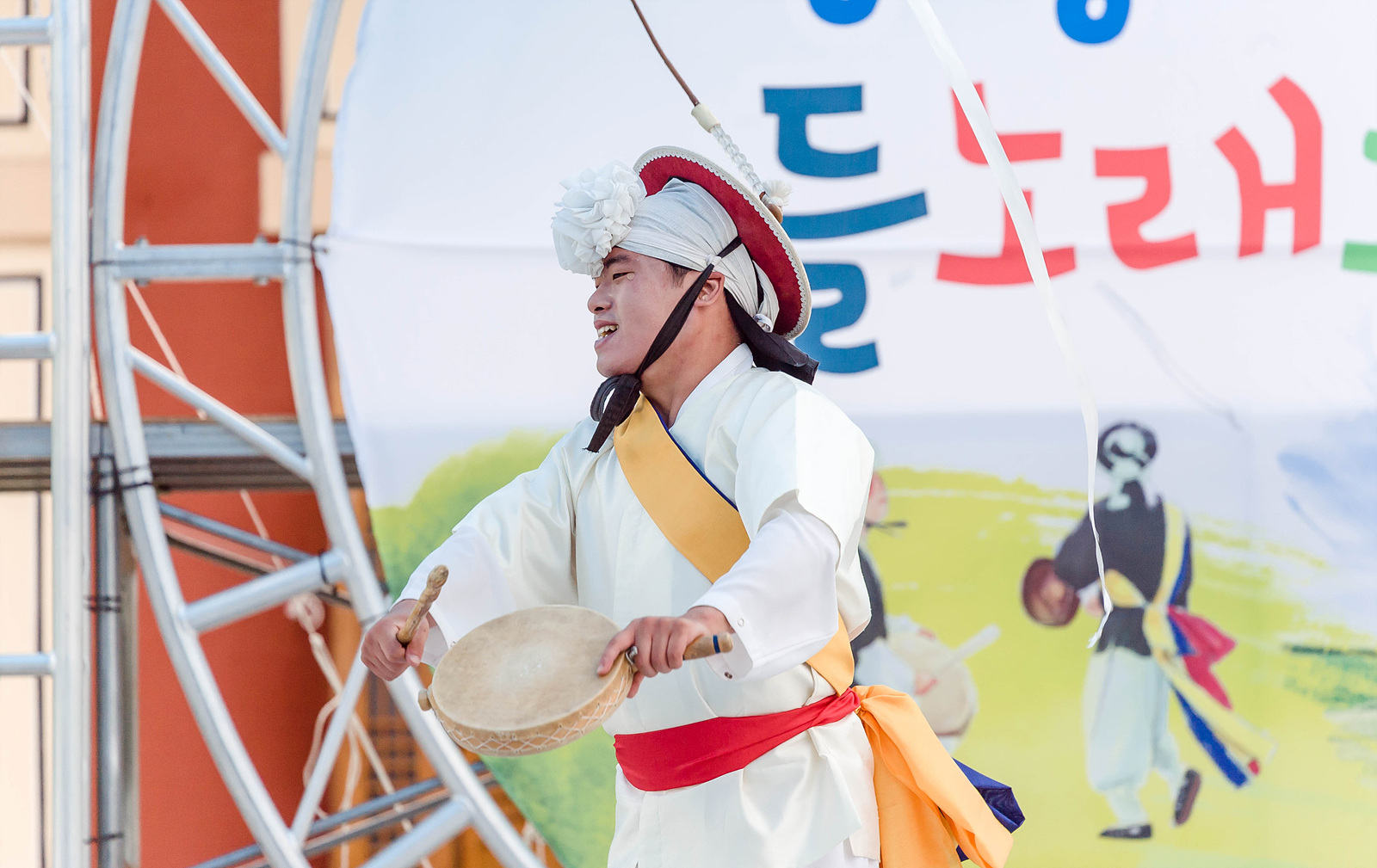
사물놀이-청월(증평들노래축제)

풍물굿을 이르는 명칭에 대하여는 다소의 논란이 있다. '풍물굿'이란 용어는 대략 1980년대 이후 문화운동의 일환으로 우리 전통문화를 새롭게 인식하는 과정에서 '농악'이란 말이 풍물굿의 다양한 기능과 면모를 나타내는 데에 한계가 있다고 판단하여 현지인들이 사용하는 '풍물'이란 용어를 적극 수용하여 만들어진 것이다. 무용학자 정병호는 '농악'이란 말이 일제강점기에 한국의 전통 문화를 비하하기 위해 농민들이 하는 음악이라 하여 ‘농악(農樂)’이라는 말로 불렸다고 하였다. 농악이란 말이 문헌상 처음으로 기록된 것은 1936년 조선 총독부에서 발행한 《部落祭》라는 책에서였다는 것이다. 따라서 농악이란 말은 일제 강점기 때에야 비로소 생긴 말임에 틀림없다고 주장하였다.
한편, '농악'이란 용어가 조선시대의 학자인 옥소(玉所) 권섭(權燮·1671~1759)의 글에 이미 등장하고 있어 '농악'이 일제 강점기에 만들어진 용어가 아니라는 주장이 있다.
"祭樂肅 壹氣於神與天地同流 軍樂整 勇夫豎髮 志士定襟 禪樂定 如見三代上威儀 女樂則蕩 傭樂則悽 巫樂則淫 村樂則亂 農樂則佚 亦皆各有節奏 有條理 似雜而不雜 吾則甚喜農樂與軍樂(祭樂은 정숙하다. 신령에서의 한 기운이 천지와 더불어서 동류이다. 軍樂은 정돈되어 있다. 용부가 머리털을 드리고 뜻있는 선비는 옷깃을 반듯이 여미게 한다. 禪樂은 선정에 들게 하는데 마치 삼대상의 위의를 본 듯하다. 女樂은 질탕하다. 傭樂은 처연하다. 巫樂은 음란하다. 촌악은 산란하다. 農樂은 편안하다. 또한 모두의 음악이 각기 절주가 있고, 조리가 있다. 난잡한 듯하여도 난잡하지 않다. 나는 곧 농악과 군악을 심히 즐겨한다.)"
.
그러나, 권섭이 '농악'이란 말을 사용했다고 해서 다양한 기능의 풍물굿을 '농악'이란 용어로 대체할 수 있는 것은 아니다. 권섭이 '농악'이라는 용어로 지칭한 음악이 구체적으로 어떤 것인지 알 수 없지만, 한자의 뜻으로 보아 '농민들의 음악'을 뜻하는 것으로 해석하는 것이 합리적이기 때문이다. 권섭이 '군악'과 '무악'을 농악과 별도로 구분하고 있는 것으로도 그가 말하는 '농악'이 다양한 기능의 풍물굿 모두를 일컫는 용어가 아님을 알 수 있다. 풍물굿은 농민들의 음악일 뿐 아니라, 군사 훈련을 위한 '군악'으로 사용되었고 세시의례와 세시놀이의 음악이기도 하며 무속음악이기도 하므로, '농악'이라는 명칭으로 이를 대체할 수는 없다. '농악'이란 말이 일본 사람들이 최초로 만들어 사용한 용어인지 아닌지에 관계 없이, 용어의 개념이 적합하지 않기 때문에 사용할 수 없는 것이다. 그럼에도 우리나라 국가무형문화재의 명칭으로 '농악'이 여전히 사용되고 있으며, 이런 관행이 풍물굿을 유네스코 무형유산으로 등재시킬 때에도 그대로 적용됨으로써, 명칭을 둘러싸고 적지 않은 논란을 불러 일으키고 있다.
풍물굿은 지방에 따라 풍악놀이·풍장놀이·두레(중부 이남) 또는 농상계(중부 이북)라고 하며, 전남지방에서는 메굿·메기굿이라고도 한다. 연주 예능으로 보는 경우 '굿친다', '金鼓친다', '매구친다', '쇠친다'라 하고, 악기를 통해 말할 때는 '굿물', '풍물'이라 불렀다. 또, 종교적 예능으로 보는 경우에는 '굿', '매굿', '地神밟기', '마당밟기'라 하며, 노동 예능으로 볼 때는 '두레'라 하고, 풍류 (風流)로 해석하는 경우에는 '풍장'이라고도 불렀다.
풍물굿 또는 풍물놀이는 다양한 형태와 목적으로 많은 행사장에서 연행되고, 공연자들과 참여자들에게 정체성을 제공하며, 인류의 창의성과 문화 다양성에 기여하고, 국내외 다양한 공동체들 간의 대화를 촉진함으로써 무형문화유산의 가시성을 제고하는데 기여했다는 점을 인정받아 2014년 11월 27일 인류무형문화유산으로 등재되었다. 하지만, 용어의 선정에 있어서 위의 명칭 항목에서 기술된 바와 같은 합리적 논의를 거치지 않고 일찍이 우리나라 국가무형문화재로 지정될 당시의 용어인 농악이라는 명칭을 그대로 채택함으로써 추후 명칭에 대한 논란이 재발될 여지가 남아 있다.

## 국가 지정 농악
현재 우리나라에서 국가무형문화재로 지정된 풍물굿은 '농악'이란 명칭을 사용하고 있으며, 진주·삼천포 농악(제11-1호), 평택농악(제11-2호), 이리농악(제11-3호), 강릉농악(제11-4호), 임실필봉농악(제11-5호), 구례잔수농악(제11-6호) 등 총 6종목이다.
- 진주·삼천포 농악(제11-1호): 영남농악에 속하며 모두가 흰 바지와 색깔 있는 저고리의 농악 복에 색 띠를 두르고, 모자(상모)를 쓴 채 연주하는데 개인놀이가 비교적 발달하였다. 빠른 가락을 모는 경우가 많아 힘차고 가락이 다채로워 흥겹다. 판굿의 전통을 이어받고 있어 예술적 가치가 높으며, 팔진법이라든가 버꾸놀이, 상쇠놀이, 무동놀이(사내아이들이 노래하고 춤추는 것) 등의 개인기가 뛰어나다.
- 평택농악(제11-2호): 평택농악은 두레농악인 동시에 걸립패농악(중들이 꽹과리치면서 염불하고 동냥하는 일)의 성격을 갖는다. 농악기에 있어서 징과 북이 타지역에 비하여 적으며 소고와 법고의 구별이 없다. 가락의 가림새가 분명하며 노래굿이 있는 것도 특이하다. 평택농악은 두레농악의 소박한 전통에 뿌리를 두면서도 공연성이 뛰어난 남사당패 예인들의 전문적인 연희를 받아들여 복합적으로 구성한 수준높은 농악이며, 무동놀이(어른의 목말을 타고 아이가 춤추는 놀이)가 특히 발달하였다
- 이리농악(제11-3호): 호남우도농악에 속하며, 상쇠의 부포놀이가 매우 다양하고 장구의 가락과 춤이 발달되어 있으며, 소고춤의 기법이나 진풀이가 많은 편이다. 비교적 느린 가락을 자주 쓰며, 가락 하나하나가 치밀하게 변형 연주되어 리듬이 다채롭다. 악절마다 맺고 푸는 리듬기법을 쓰는 등 가락의 기교가 뛰어나다. 이리농악은 마을사회의 역사와 그 명맥을 함께 하는 민속예술로 농사의 고달픔을 잊고 서로의 화합과 마을의 단합을 도모하는 중요한 역할을 담당하고 있다.
- 강릉농악(제11-4호): 강릉농악은 강원도 태백산맥 동쪽에 전승되어 오는 대표적인 영동농악의 하나로 농경생활을 흉내내어 재현하는 농사풀이가 있기 때문에 농사풀이농악이라고도 한다. 강릉농악은 단체적인 놀이를 위주로 하여 농사의 고달픔을 잊고 서로의 화합과 마을의 단합을 도모하는 중요한 역할을 담당하고 있다.
- 임실필봉농악(제11-5호): 호남좌도농악에 속하며, 단순한 농악이 전승되어 왔는데, 오늘날과 같은 높은 수준이 된 것은 1920년경에 상쇠(패의 지도자 격으로 꽹과리를 가장 잘 치는 사람) 박학삼을 마을로 초빙하여 그의 농악을 배우면서부터라고 한다. 임실 필봉농악은 쇠가락(농악의 대표격인 꽹과리 가락)의 맺고 끊음이 분명하여 가락이 힘차고 씩씩하며, 개개인의 기교보다 단체의 화합과 단결을 중시한다.
- 구례잔수농악(제11-6호): 호남 좌도농악의 성격과 특징을 가지고 있으며 마을굿으로서의 전통을 잘 간직하고 있다. 구례잔수농악은 마을 사람들을 중심으로 운영되는 마을 농악이다. 과거 농악의 운영과 관련된 문서도 전하고 있는데 1954년부터 작성된 「농악위친계칙(農樂爲親契則)」과 「농악취친계 계재수지부(農樂爲親契 契財收支簿)」가 그것으로 그 동안의 농악 관련 계칙과 재정 상태를 기록한 문서이다.[6]

## 풍물굿의 구성
풍물굿은 발림, 가락, 진으로 구성된다. 각각을 살펴보면 다음과 같다.

### 발림(몸동작)
몸동작은 아랫노름과 윗노름으로 구분할 수 있다.
아랫노름은 주로 발동작을 일컫는데, 수십 가지의 다양한 형태를 띠고 있으나 까치걸음, 절름발이 걸음 등 몇 가지를 제외하고는 정식 명칭은 없는 것으로 보인다. 상모를 쓰지 않는 전라우도 지방의 풍물굿이 비교적 화려한 아랫놀음을 보여 준다. 윗노름은 상모를 여러 가지 형태로 돌려 모양을 만드는 것을 일컫는다. 한쪽 방향으로 한번을 돌리는 외사, 한쪽 방향으로 두번씩 돌리는 양사, 채끝을 나비 모양으로 만드는 나비사 등이 일반적으로 보여지는 상모 놀음이다.

### 가락
가락은 지역별로 특징이 있는데 그것은 그 지역이 평야를 많이 분포하느냐 혹은 산맥이 많이 분포하느냐에 따라 달라진다. 호남같이 평야가 많이 발달한 지역에서는 장구의 가락이 많이 발달했고, 영남과 같이 산맥이 많이 발달한 지역에서는 북의 가락이 발달했다.
남쪽과 북쪽으로 나뉘어서도 차이를 나타내는데 북쪽은 남쪽에 비하여 쇠(꽹과리)의 가락이 발달했고 남쪽은 가죽 계열의 악기가 발달되었다.

### 진(陣)
진이란 원래 군사 용어로 전쟁에서 양측 군대가 전투를 앞둔 배치를 가리키는 말이다. 가락에 따라 진풀이를 펼쳐 가며 판을 진행하는데, 원진, 방울진, 미지기진, 오방진 등은 대부분의 지방에서 공통적으로 보이고 있으며, 이외에도 지방에 따라 특색있는 진풀이들이 있다.

## 풍물패
풍물패는 풍물놀이(농악, 풍물굿, 메구)를 하는 모임이다.

### 구성
치배와 잡색으로 구성되며, 치배는 풍물(악기 - 꽹과리, 징, 장고, 북, 소고)를 연주하며 춤을 추는 사람을 일컫고, 잡색은 각기 배역을 가지고 춤을 추며 풍물판의 흥을 돋구기도 하며, 다양한 역할을 수행한다.

### 풍물대의 구성

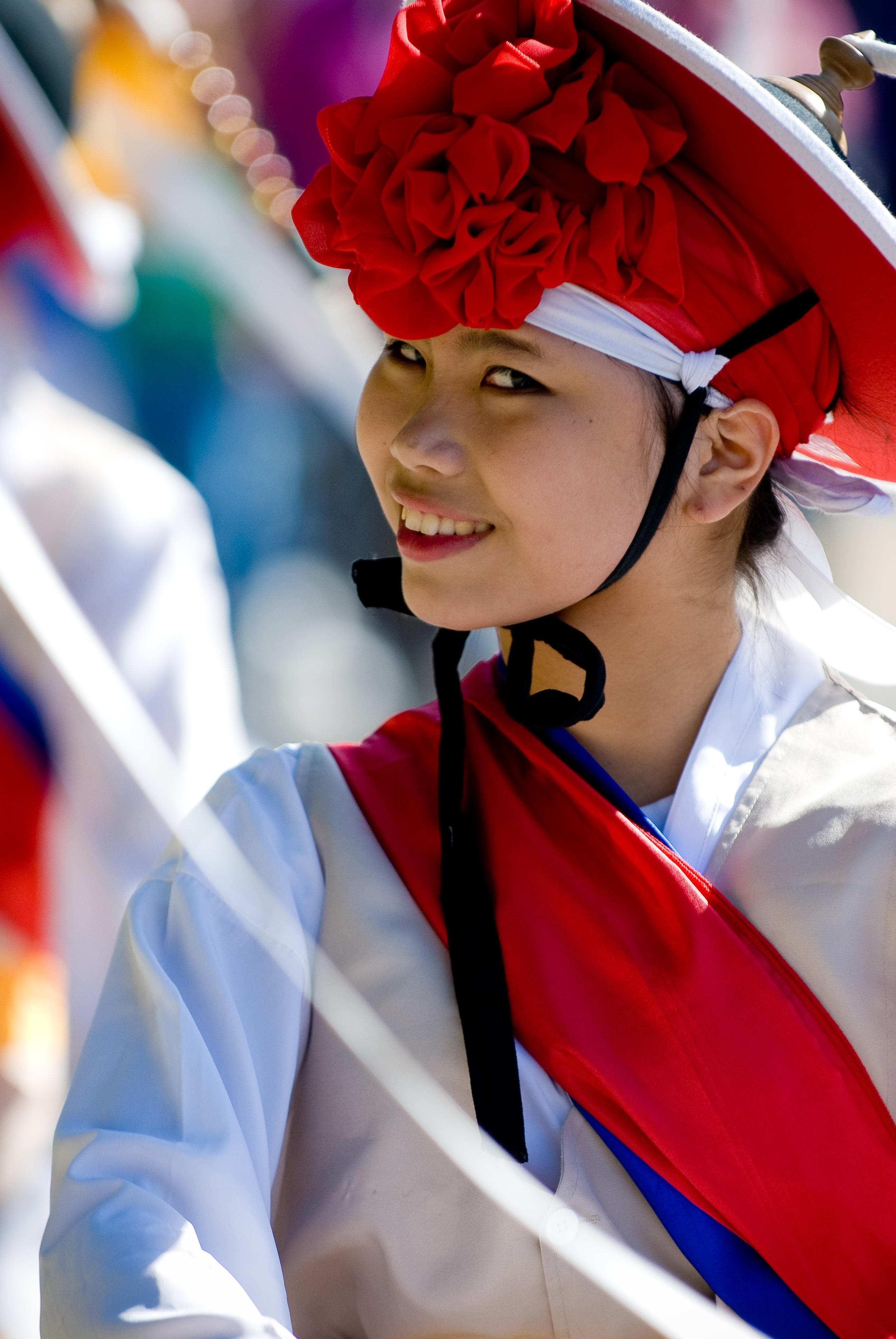
풍물대 중 한 여성

풍물대의 구성을 보면, 위에 예거한 악기를 치는 사람들과 부락의 상징인 공기, 영(令)자를 쓴 영기(令旗) 한쌍, 그리고 무동(舞童：호남지방에서는 꽃나비라 함)과 대포수(大砲手)·말뚝이·4대부(四大夫)·8대부(八大夫), 수염을 단 양반 등 적으면 10여 명, 많으면 20여 명을 넘는 경우도 드물지 않았다. 꽹과리를 치는 사람은 상쇠라 하여 농악대의 지휘자가 되는데, 상쇠는 항상 선두에 서서 악대의 진형(陣形)을 일렬종대·원형 기타 여러 형태로 변형시키며, 악곡의 변화를 맡는다. 상쇠는 머리에 전립(氈笠)을 쓴다. 전립의 정상에는 끈을 달고, 그 끝에 털뭉치를 장식하였다. 이것을 앞뒤로 흔들기도 하고 뱅뱅 돌리기도 하여 재주를 부리며 춤을 추는데, 이를 상쇠놀음이라고 한다. 소고수는 벗구잽이라 하여 4∼5명에서 10여 명에 이르며, 역시 전립을 쓰고 그 끝에는 긴 종이조각을 달아 손에 든 소고를 치며 머리를 흔들면 긴 종이끈이 멋지게 원을 그린다. 잽이들은 지방에 따라 전립을 쓰기도 하고 조화(造化)를 장식한 종이고깔을 쓰기도 한다.
정확한 구성원들의 순서는 지방마다 차이가 있으며, 일반적으로 꽹과리, 징, 장구, 북, 소고, 영남지방의 경우는 꽹과리, 징, 북, 장구, 소고의 순서로 선다.

## 같이 보기
- 남사당
- 사물놀이

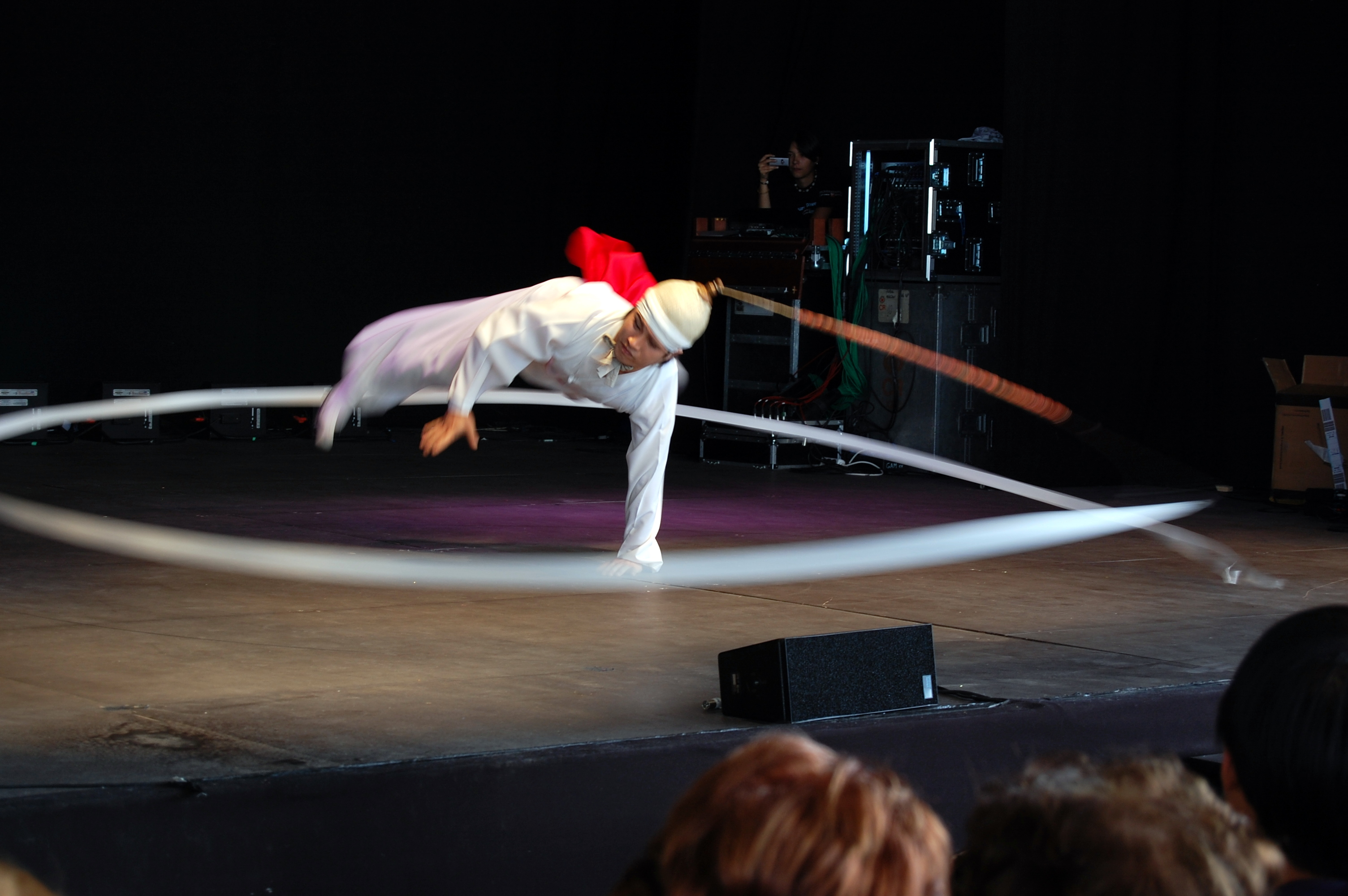
남사당 놀이, 상모
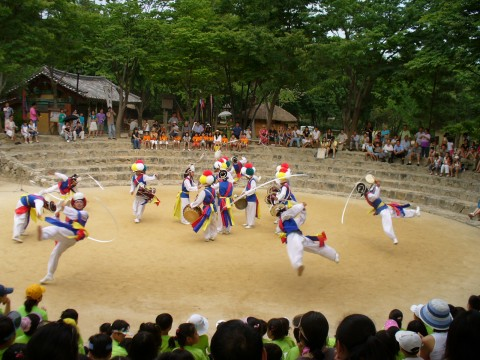
농악
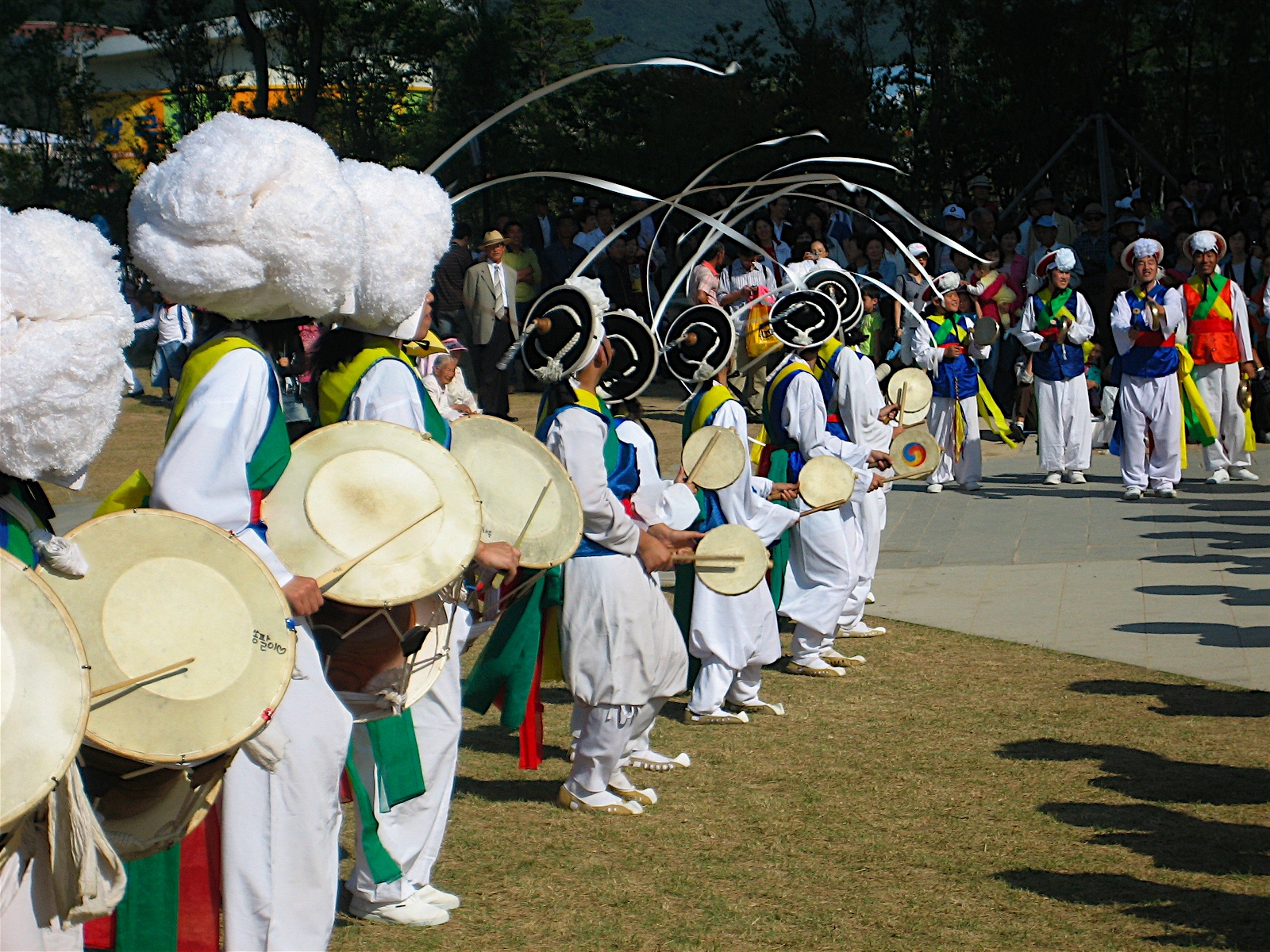
경주문화 엑스포